# Pseudomops puiggarii
Pseudomops puiggarii är en kackerlacksart som först beskrevs av Bolívar 1881.  Pseudomops puiggarii ingår i släktet Pseudomops och familjen småkackerlackor. Inga underarter finns listade i Catalogue of Life.